# 苯并［ghi］荧蒽
苯并[ghi]荧蒽是一种有机化合物，化学式为C18H10，属于苯并荧蒽类多环芳香烃，常温常压下为黄色晶体，不溶于水。它可由苯并[c]菲的脱氢环化制得。